# ماريا بارد
ماريا بارد (بالألمانية: Maria Bard)‏ هي ممثلة ألمانية، ولدت في 7 يوليو 1900 في شفيرين في ألمانيا، وتوفيت في 8 أبريل 1944 في بوتسدام في ألمانيا.

## وصلات خارجية
- ماريا بارد على موقع IMDb (الإنجليزية)
- ماريا بارد على موقع ألو سيني (الفرنسية)
- ماريا بارد على موقع قاعدة بيانات الأفلام السويدية (السويدية)
- ماريا بارد على موقع قاعدة بيانات الفيلم (الإنجليزية)
- ماريا بارد على موقع كينوبويسك (الروسية)